# Тарасов Вадим Анатолійович
Вадим Анатолійович Тарасов (нар. 7 березня 1981, Карачаєвськ, РРФСР) — український футболіст російського походження, півзахисник.

## Життєпис
Вихованець СДЮШОР луганської «Зорі», перший тренер — Анатолій Стефанович Тарасов (батько). Дорослу кар'єру розпочав у 1998 році в клубі другої ліги України «Авангард-Індустрія» (Ровеньки). З літа 1998 року виступав за основний склад луганської «Зорі». Всього за луганський клуб зіграв 60 матчів та відзначився 5 голами в 1998-2002 роках, команда в цей період виступала у другій лізі. У сезоні 2002/03 років «Зоря» стала переможцем зонального турніру другої ліги, однак футболіст під час зимової перерви покинув клуб.
У 2003 році перейшов у білоруський клуб «Сморгонь», з яким став дворазовим бронзовим призером першої ліги Білорусії, зіграв за два сезони 51 матч та відзначився 4 голами. Потім повернувся в Україну, де провів 2005 рік у складі клубу «Олімпія АЕС»/«Енергія» (Южноукраїнськ) у другій лізі.
У 2006 році виступав у вищому дивізіоні Литви за «Шяуляй», зіграв 3 матчі.
У 2007 році провів 5 матчів у другій лізі України за «Комунальник» (Луганськ), потім грав на батьківщині тільки за аматорські клуби.
Ще двічі виступав за кордоном — у 2008 році грав у першій лізі Казахстану за «Азбест» (Житикара). У 2010-2011 роках разом з групою українських гравців (Роман Смішко, Ігор Коряк, Дмитро Бойко) виступав у чемпіонаті Киргизстану за «Нефтчі» (Кочкор-Ата), ставав чемпіоном (2010) і срібним призером (2011) чемпіонату країни. Брав участь у матчах Кубка президента АФК.
У другій половині 2010-х років грав за клуби так званої ЛНР і виступав за «збірну». Кар'єру гравця завершив 2018 року у футболці фейкового клубу «Гірник» (Ровеньки).
Станом на 2017 рік тренував дитячу команду 13-річних футболістів СДЮСШОР «Луганська футбольна академія», а з 2019 року перейшов на роботу головного тренера «клубу» «Гірник» (Ровеньки).